# Iltjärnen (Umeå socken, Västerbotten)
Iltjärnen är en sjö i Umeå kommun i Västerbotten och ingår i Tavelåns huvudavrinningsområde.